# Greg Van Emburgh
Greg Van Emburgh (New York, 10 mei 1966) is een voormalig professioneel tennisser uit de Verenigde Staten. Hij was vooral actief in het dubbelspel en won in die discipline in totaal zes ATP-titels gedurende zijn carrière. 

## Palmares

### Dubbelspel
| Nr.                           | Jaar | Toernooi      | Ondergrond | Partner           | Tegenstanders in finale              | Score         | Details |
| ----------------------------- | ---- | ------------- | ---------- | ----------------- | ------------------------------------ | ------------- | ------- |
| Gewonnen finales heren dubbel |      |               |            |                   |                                      |               |         |
| 1                             | 1988 | Schenectady   | Hardcourt  | Alexander Mronz   | Paul Annacone Patrick McEnroe        | 6–3, 6–7, 7–5 | details |
| 2                             | 1992 | Genua         | Gravel     | Shelby Cannon     | Paul Haarhuis Mark Koevermans        | 6–1, 6–1      | details |
| 3                             | 1992 | Long Island   | Hardcourt  | Francisco Montana | Gianluca Pozzi Olli Rahnasto         | 6–4, 6–2      | details |
| 4                             | 1994 | San Marino    | Gravel     | Neil Broad        | Jordi Arrese Renzo Furlan            | 6–4, 7–6      | details |
| 5                             | 1995 | Kitzbühel     | Gravel     | Francisco Montana | Jordi Arrese Wayne Arthurs           | 6–7, 6–3, 7–6 | details |
| 6                             | 1997 | Coral Springs | Gravel     | Dave Randall      | Luke Jensen Murphy Jensen            | 6–7, 6–2, 7–6 | details |
| Verloren finales heren dubbel |      |               |            |                   |                                      |               |         |
| 1                             | 1991 | Guarujá       | Hardcourt  | Shelby Cannon     | Olivier Delaître Rodolphe Gilbert    | 2–6, 4–6      | details |
| 2                             | 1991 | Charlotte     | Gravel     | Bret Garnett      | Rick Leach Jim Pugh                  | 3–6, 6–2, 3–6 | details |
| 3                             | 1993 | Florence      | Gravel     | Mark Koevermans   | Tomás Carbonell Libor Pimek          | 6–7, 6–2, 1–6 | details |
| 4                             | 1993 | Genua         | Gravel     | Mark Koevermans   | Sergio Casal Emilio Sánchez          | 3–6, 6–7      | details |
| 5                             | 1994 | Florence      | Gravel     | Neil Broad        | Jon Ireland Kenny Thorne             | 6–7, 3–6      | details |
| 6                             | 1994 | Palermo       | Gravel     | Neil Broad        | Tom Kempers Jack Waite               | 6–7, 4–6      | details |
| 7                             | 1995 | Toulouse      | Tapijt     | Dave Randall      | Jonas Björkman John-Laffnie de Jager | 6–7, 6–7      | details |
| 8                             | 1996 | Estoril       | Gravel     | Tom Nijssen       | Tomás Carbonell Francisco Roig       | 3–6, 2–6      | details |